# Národní park Atol Tung-ša
Národní park Atol Tung-ša (znaky: 東沙環礁國家公園, pinyin: Dōngshā Huánjiāo Guójiā Gōngyuán, český přepis: Tung-ša chuan-ťiao kuo-ťia kung-jüan) je jeden z devíti národních parků Tchaj-wanu. Administrativně náleží k městu Kao-siung.
Do mořského národního parku spadá atol Tung-ša v Jihočínském moři, který je součástí Prataských ostrovů a okolní korálové moře do vzdálenosti 12 námořních mil. Tung-ša je kruhový atol s průměrem asi 25 km. Celková rozloha NP je 3537 km², z čehož pouze 1,79 km² tvoří pevnina. Dle rozlohy se jedná o největší národní park Tchaj-wanu. Park spravuje Tchajwanské ministerstvo vnitra. Byl zřízen 17. ledna 2007. Park nebyl v prvních pěti letech přístupný turistům z důvodu ochrany místních ekosystémů a probíhajícího výzkumu.

## Historie
Ostrov Tung-ša objevil roku 1866 britský mořeplavec Pratas, jehož jméno nese. Již cca v  6. století př. n. l. spadal ostrov pod Čínu. Za dynastie Ming ve 14. století běžně navštěvovali lokalitu rybáři. Za druhé světové války ostrov obsadili Japonci a po ní byl navrácen Čínské republice.

### Vznik parku
Nelegální rybolov v minulosti poškozoval místní ekosystém. Zkáza korálových útesů a snižování pestrosti druhů přitáhly pozornost vědců i ochranářů životního prostředí. Roku 2002 skupina mořských ekologů provedla výzkum, ve kterém určila stav korálových útesů v oblasti. Výsledky byly znepokojující, takže v petici vyzvali vládu, aby prosadila větší ochranu atolu. V roce 2004 tchajwanská vláda souhlasila, že lokalitu prohlásí za chráněnou. V lednu 2007 pak vznikl národní park. Cílem je poškozenou přírodu obnovit a udržet. Následně se začala rozvíjet environmentální výchova a ekologická turistika.

## Podnebí
V letech 1996 až 2005 byla průměrná teplota vody na atolu Tung-ša 26 °C. Průměrné celkové roční srážky dosahují 1346 mm. Od května do září je vlhké období. Klima na ostrově je silně ovlivňováno monzunem. Od října do dubna proudí monzunové větry severozápadně.
| Měsíc        | Leden | Únor | Březen | Duben | Květen | Červen | Červenec | Srpen | Září  | Říjen | Listopad | Prosinec | Průměr |
| Teplota (°C) | 23    | 23   | 24     | 25    | 27     | 28     | 29       | 29    | 28    | 27    | 26       | 24       | 26,08  |
| Srážky (mm)  | 10,6  | 8,8  | 16,2   | 50,7  | 151,5  | 180,4  | 150,2    | 204,0 | 178,0 | 117,2 | 55,5     | 21,1     | 95,35  |

## Fauna a flóra
V roce 1994 byl proveden průzkum, který zaznamenal celkem 369 druhů ryb a 137 druhů korálů. Udržet vysokou biodiverzitu pomáhá také dostatečné množství mořských řas. Jsou zde velké kolonie ryb a medúz, krakatic a asi 300 žraloků srpoploutvých. Spekuluje se o tom, že atol tito žraloci možná využívají jako místo pro páření. V lokalitě totiž bylo nalezeno mnoho jejich mláďat.  Dále jsou v ekosystému atolu Tung-ša početní rejnoci, mořské želvy, dugongové a kytovci (delfíni a velryby). Do národního parku se také po 16 letech vrátily karety obrovské. Atol Tung-ša je významným odrazovým můstkem pro utužení ekosystémů v celém Jihočínském moři po genetické stránce, protože larvy z atolu se mohou dostat na řadu dalších útesů v okolí. Jeho prohlášení národním parkem tedy může znatelně prospět celému regionu.